# Дидима

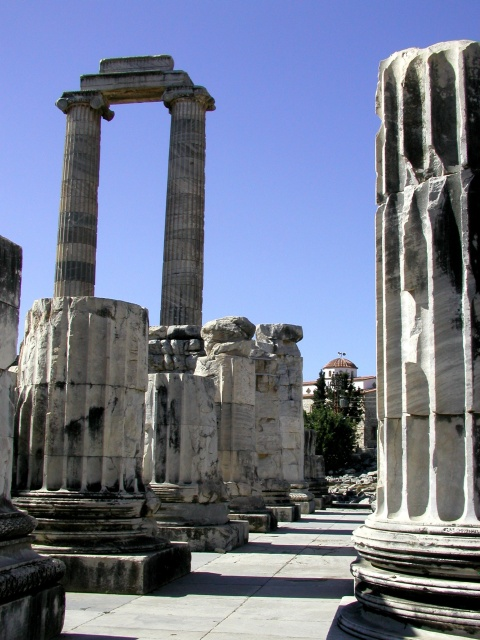

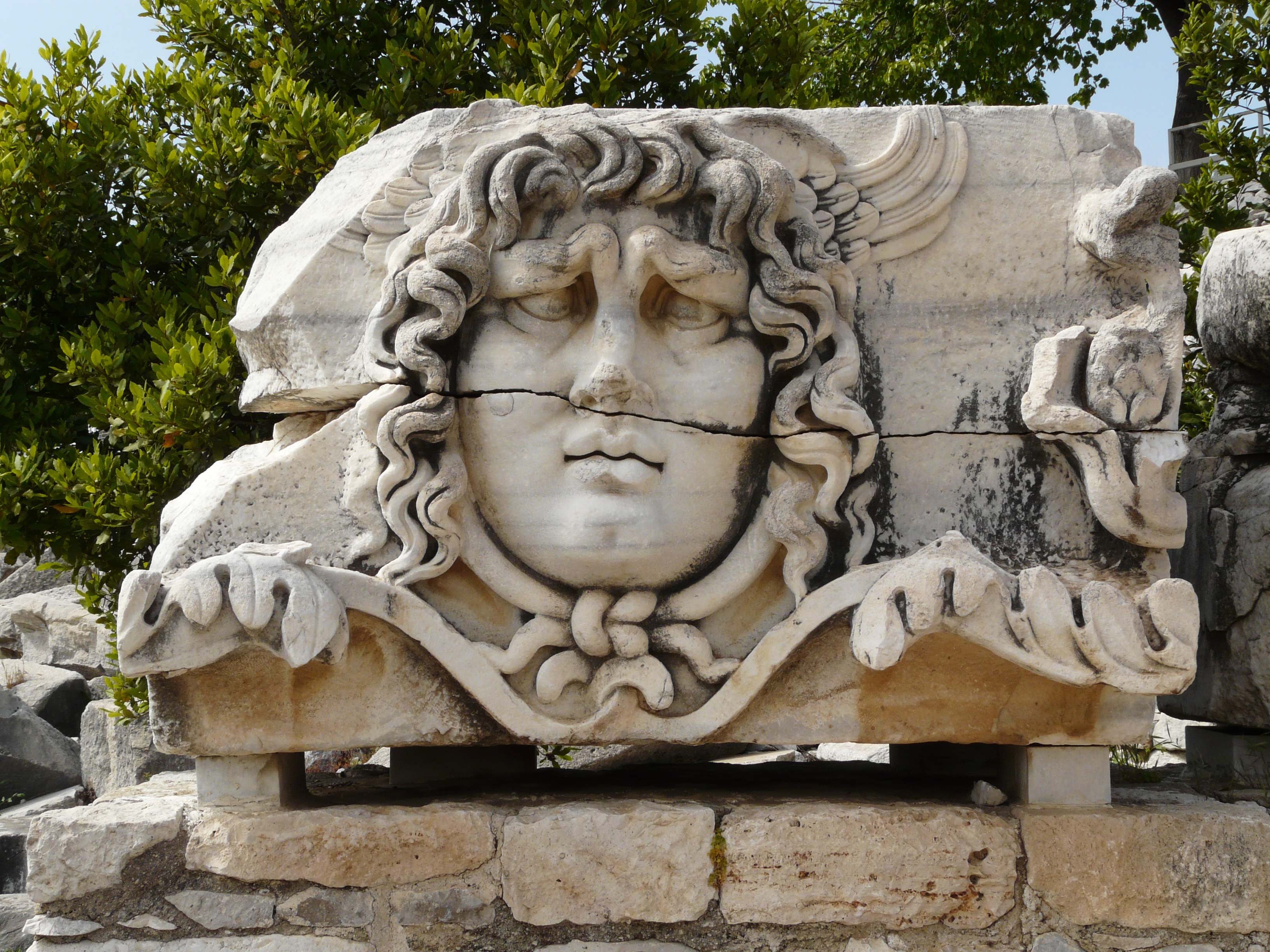

Дидима, Дидимы (др.-греч. Δίδυμα) — античный город, существовавший в древности на западном побережье Малой Азии, на нынешней территории Турции.
Город Дидима, находящийся близ современного турецкого города Дидим, был известен своим огромным храмом бога Аполлона, одним из крупнейших в Ионии, с находившимся при нём священным оракулом. В настоящее время храм Аполлона в Дидиме относится к наиболее сохранившимся крупным постройкам времён античности.
Дидима была создана близ крупного торгового и морского центра Ионии — Милета, с которым её связывали как морское сообщение, так и проложенная в IV веке до н. э. «священная дорога».
Согласно легенде, здесь на месте, где находился оракул, красавица Лето родила от Зевса сына, бога Аполлона. Позднее здесь Аполлон явился перед местным пастухом по имени Бранх, и наделил последнего даром предсказания. От этого пастуха берёт начало карийский жреческий род Бранхидов, возглавлявших храмовое хозяйство вплоть до начала Греко-персидских войн. Позднее жрецами здесь становились выходцы из знатных семейств Милета.
По некоторым сведениям, Дидима была основана в самом начале I тысячелетия до н. э. Уже к VII веку до н. э. храмовый оракул приобретает международную известность. Как сообщает Геродот, подарки храму присылали египетский фараон Нехо II и лидийский царь Крёз. При археологических раскопках на территории храма были обнаружены многочисленные священные дары, переданные храму паломниками. Геродот также сообщает, что царь Персии Дарий I после подавления греческого восстания в Ионии и падения Милета в 494 году до н. э. осквернил и разграбил храм и оракул в Дидиме. По сообщениям Страбона и Павсания, персидский царь Ксеркс I после поражения своих войск в битве при Платее в 479 году до н. э. приказал разрушить оракул. Жрецы-бранхиды добровольно выдали персам накопленные в храме сокровища, после чего уехали в Персию. Археологические изыскания не обнаружили на территории храма следов пожаров, относящихся к периоду 494—479 годов до н. э., однако установлено, что в последующие 150 лет здесь велось обширное (по-видимому, восстановительное) строительство.
В последней трети IV века до н. э. храм и оракул, прежде автономные, входят в состав полиса Милет. Милет проводит работы по расширению храма Аполлона и назначает своих представителей в храм в качестве прорицателей и жрецов. Во времена владычества римлян в Малой Азии Юлий Цезарь расширяет права храма (в том числе и право на предоставление убежища). Калигула предпринимает попытку присвоения храма, а также окончания его строительства. Траян строит «священную дорогу», соединившую Дидиму с Милетом (около 100-го года), и выкладывает её на территории святилища каменными плитами. С 177 года Коммод повелевает поклоняться в храме его обожествлённому образу.
Несмотря на то, что строительство храма в Дидиме продолжалось более 600 лет, оно так и не было завершено. Страбон сообщает что, ввиду его огромных размеров, над храмом не была уложена крыша. Также и стены храма не были подвержены окончательной полировке. Их покрывают многочисленные, относящиеся к античному периоду, выцарапанные рисунки и знаки. На территории храма, до строительства его последней версии, учёными были обнаружены два его предыдущих исполнения, из которых первый относится приблизительно к 700 году до н. э., другой — к VI веку до н. э. Строительство нынешнего, частично сохранившегося храма началось в эллинистическую эпоху, около 330 года до н. э. Возведение святилища осуществлялось под руководством крупнейшего архитектора своего времени Пеония Эфесского. Храм имел две колоннады — внешнюю, состоявшую из 10×21 колонн, и внутреннюю, из 8х19 колонн. Колоннады находятся на семиступенчатом постаменте (Стереобате). Вход в храм — в его восточной части; к нему ведёт каменная лестница из 14 ступеней. Стилобат, нижняя часть храмового строения имеет размеры 51×109 метров. 120 ионических колонн имеют высоту 19,7 метра. В их верхней части архитрав образует фриз с изображениями львиных фигур, голов Горгоны-Медузы и щупалец. Некоторые из них можно увидеть близ входа и в наши дни. Внутри храма находится двор (адитон), в западной части которого было расположено здание размером 8,24×14,23 метра, укрывавшее священный пресноводный источник. Южнее храма находился стадион, в котором, начиная с 200 года до н. э., происходили состязания и борьба. Ступени стилобата служили зрителям сидениями.
Наряду с Дельфами, Додоной и Кларосом, Дидима была одним из знаменитейших храмовых оракулов Древней Греции. Как проходило предсказание, точно не установлено. Известно лишь, что произносилось оно жрецом в стихотворной форме. Последний период процветания храм в Дидиме пережил в I—II веках н. э. В IV веке предсказательская деятельность оракула прекращается. В позднеантичное время Дидима становится епископской резиденцией, от императора Юстиниана I она получает почётное имя Юстинианополис. В раннее Средневековье город приходит в упадок. В X—XII веках здесь вновь центр епископства, в городе ведётся церковное строительство. В VII и в XV веках город подвергается разрушительным землетрясениям: последнее становится причиной того, что жители оставляют Дидиму. Вновь заселяться этот город начинает лишь в XVIII столетии.
Археологические изыскания проводятся в Дидиме начиная с XVIII века — английскими, французскими, а затем и немецкими учёными. Находки, сделанные здесь, можно увидеть в Британском музее, в Лувре и в берлинском Пергамском музее.